# 애리조나주도 제71호선

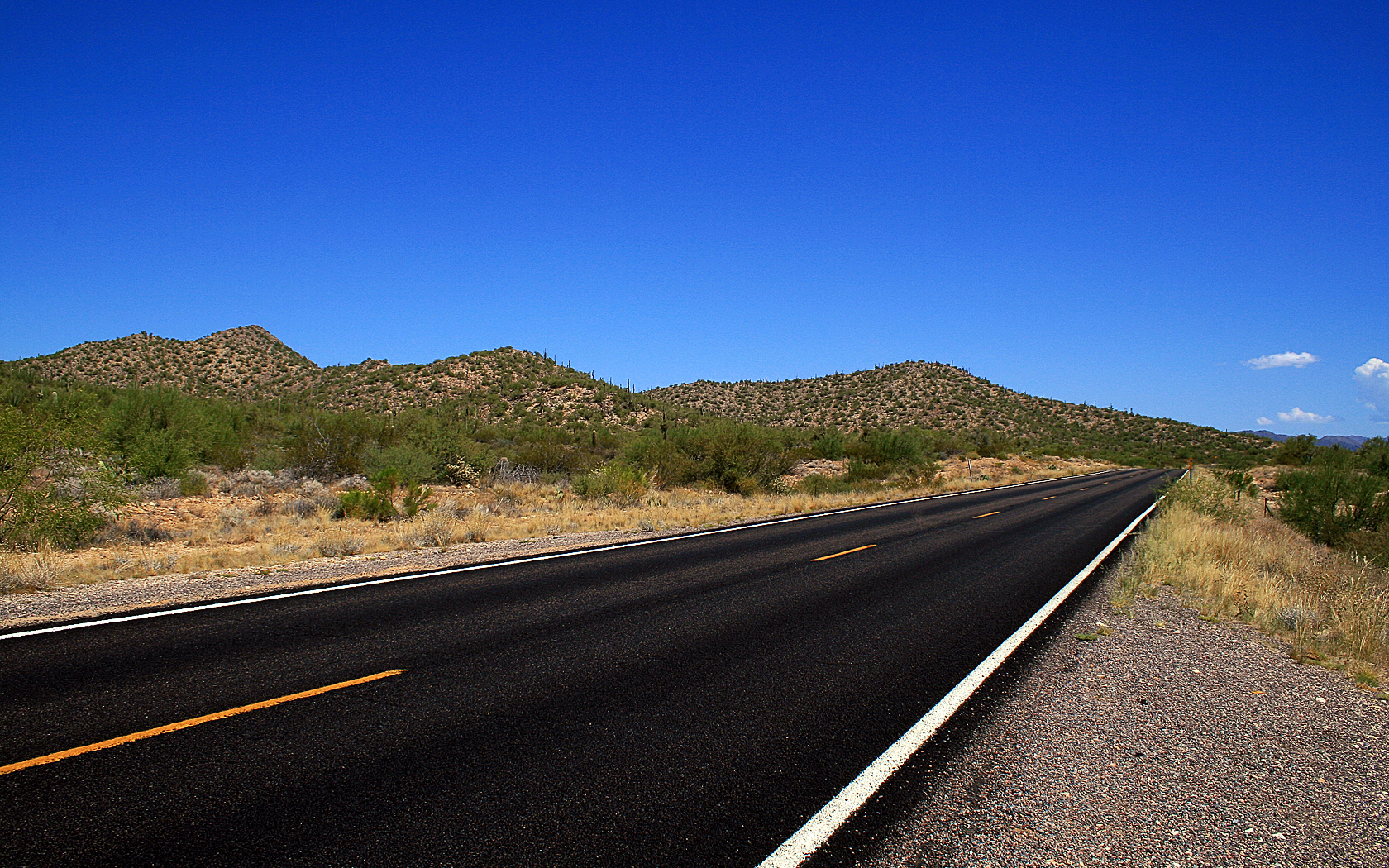
북동쪽으로 바라본 애리조나주도 제71호선 (2008년 8월)

애리조나주도 제71호선(Arizona State Route 71)은 애리조나주 아귈라에서 콩그레스까지 이르는 총 연장 24.16 mi(38.88km)인 주도이다. 그러나 이 주도는 길이가 비교적 짧은 도로이기도 하며, 도로 성격상 캘리포니아주로 빠져나오는 우회도로 역할을 하고 있다.

## 경유하고 있는 군
- 매리코파군
- 야바파이군

## 통과하는 도로
- 고속도로 : 주간고속도로 제11호선[1]
- 국도 : 국도 제60호선, 국도 제93호선
- 주도 : 애리조나주도 제89호선